# Gyllenmossa
Gyllenmossa (Tomentypnum nitens) är en bladmossart som beskrevs av Leopold Loeske 1911. Gyllenmossa ingår i släktet Tomentypnum och familjen Brachytheciaceae. Arten är reproducerande i Sverige. Inga underarter finns listade i Catalogue of Life.

## Bildgalleri

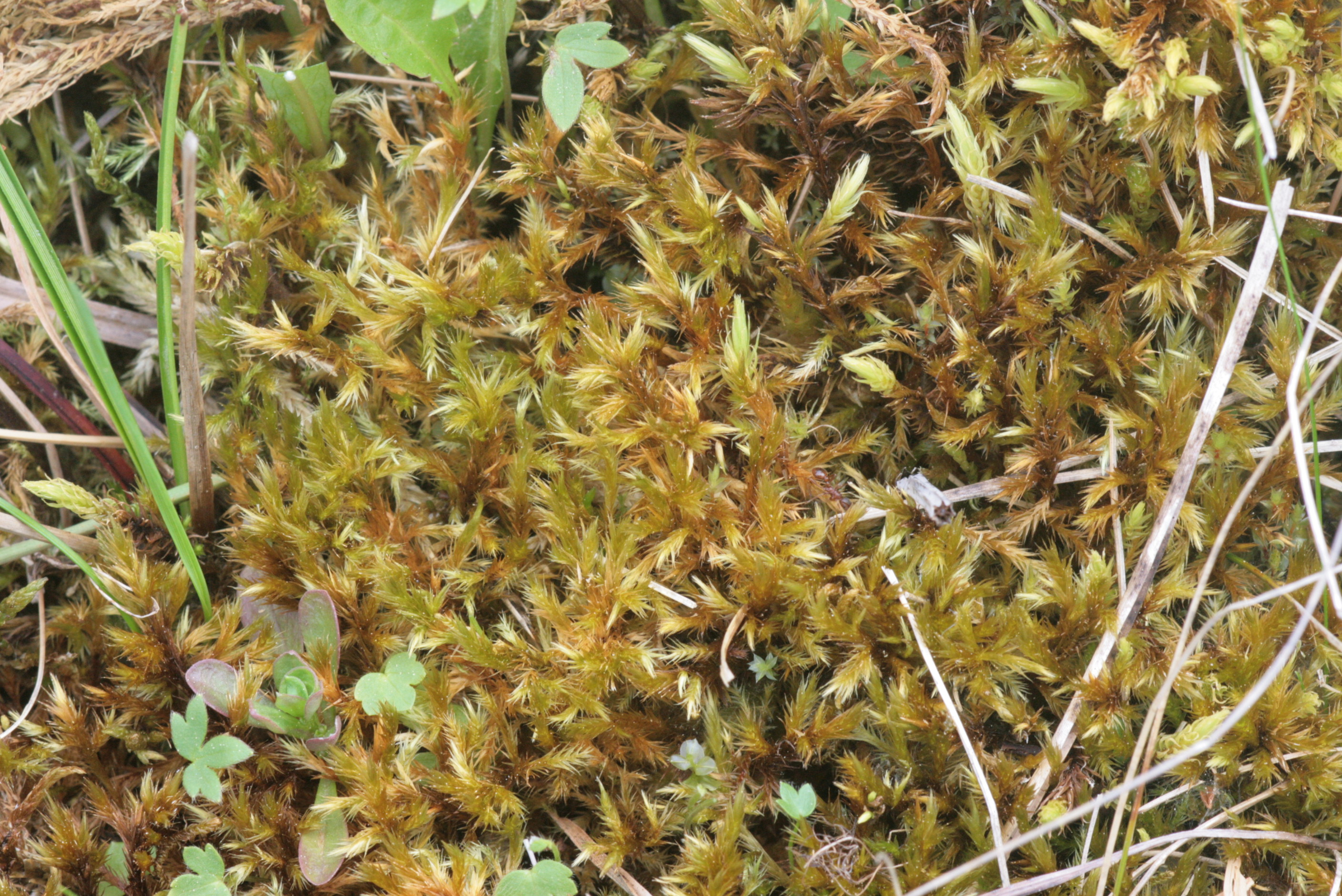
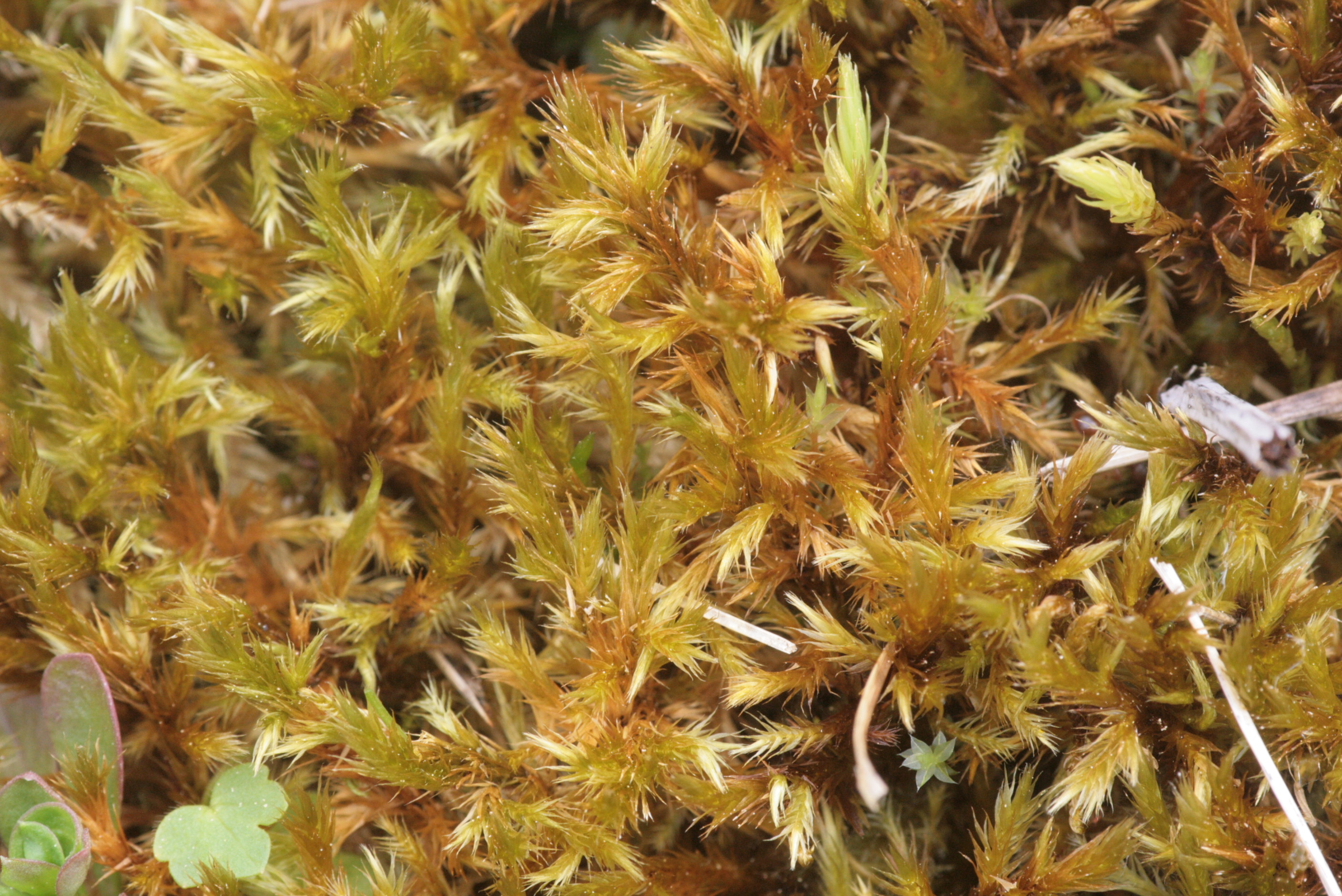
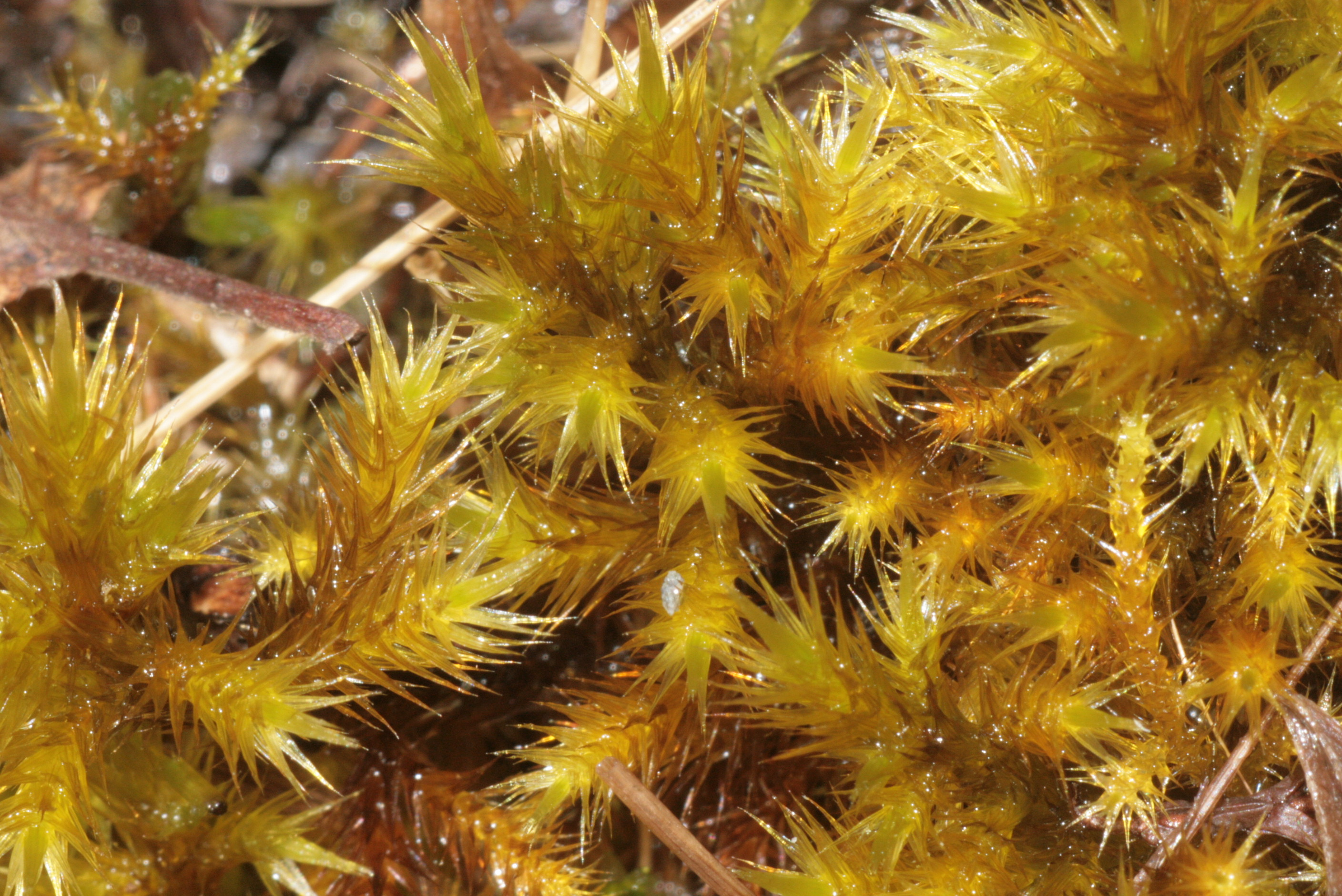
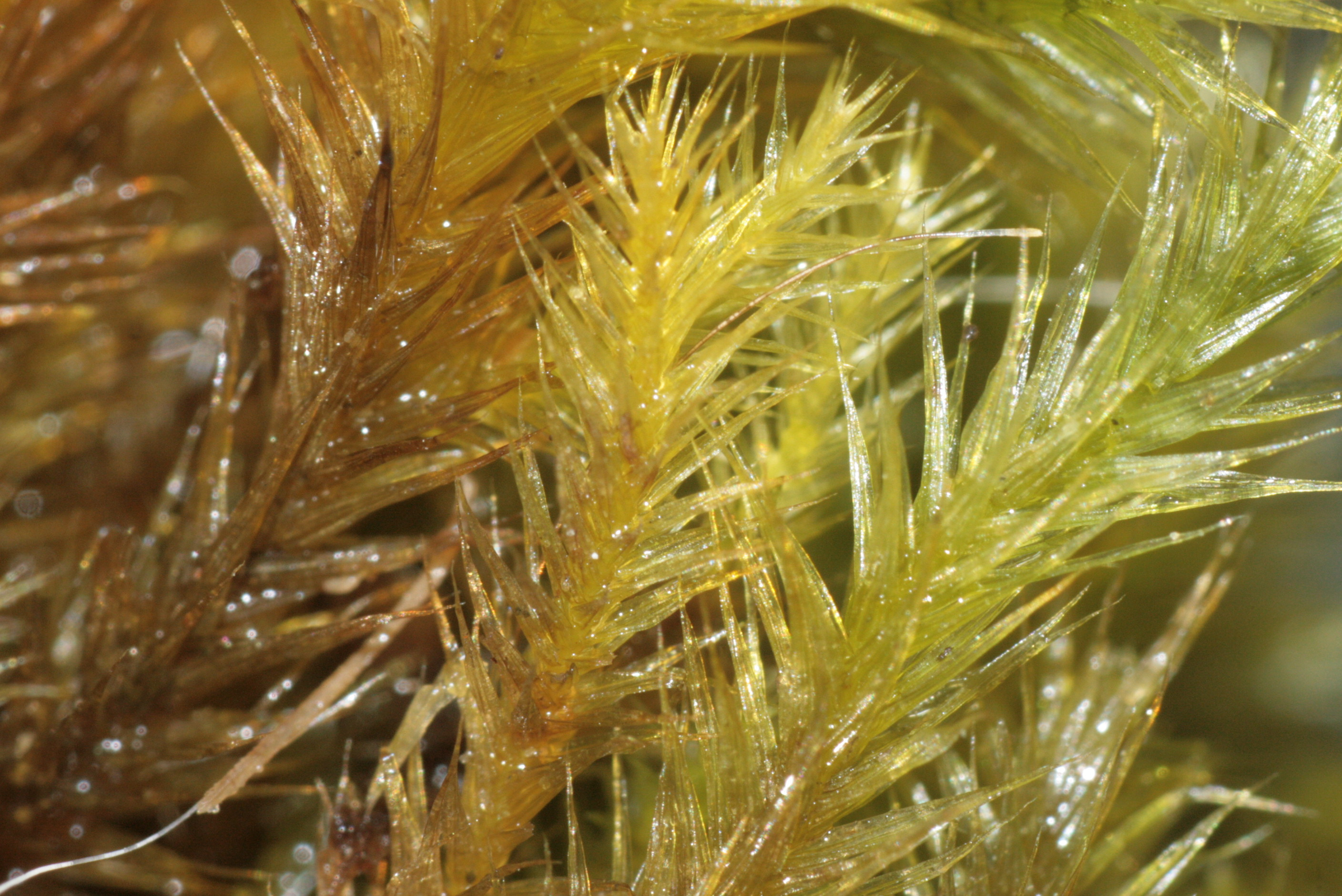
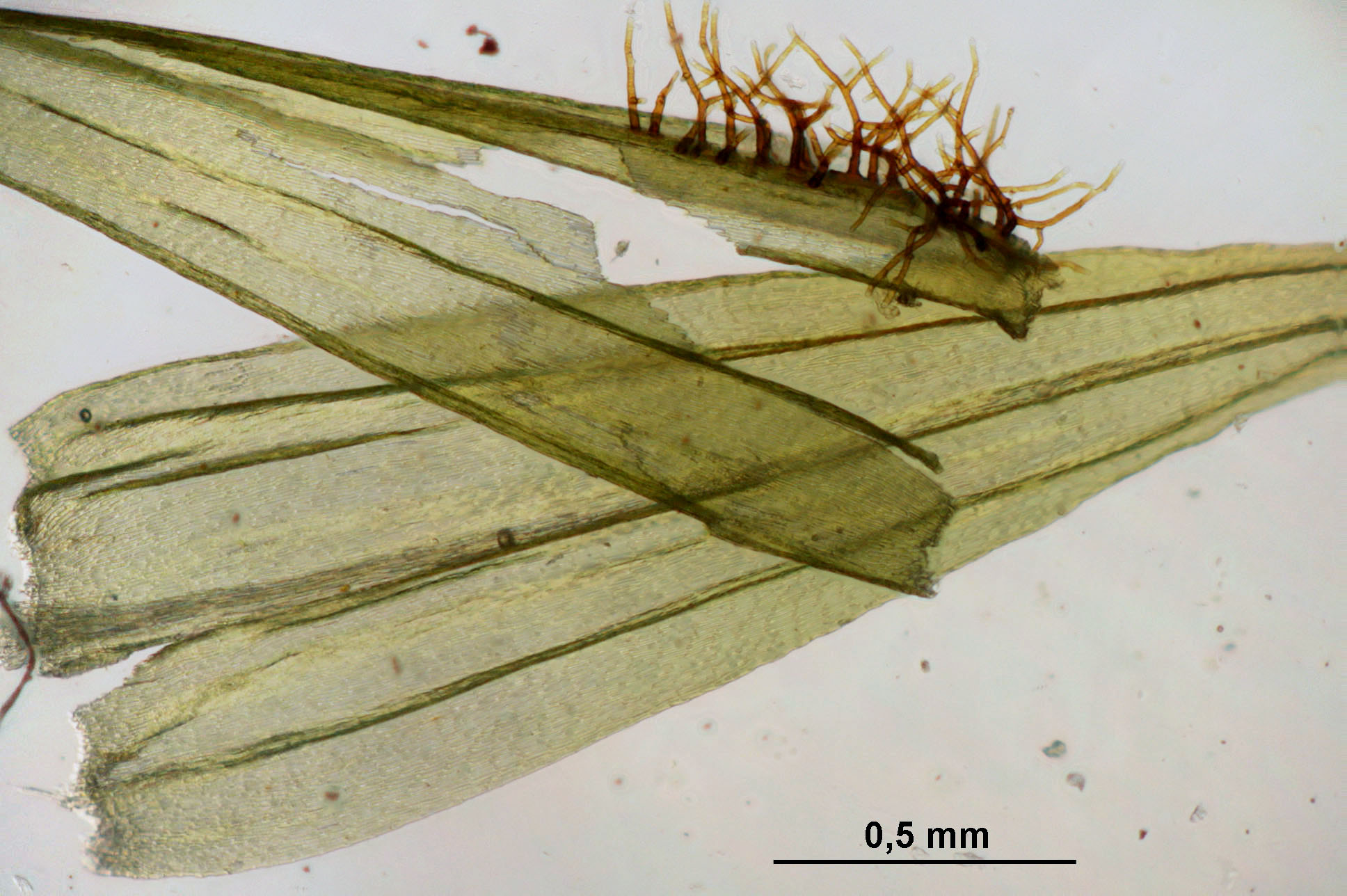
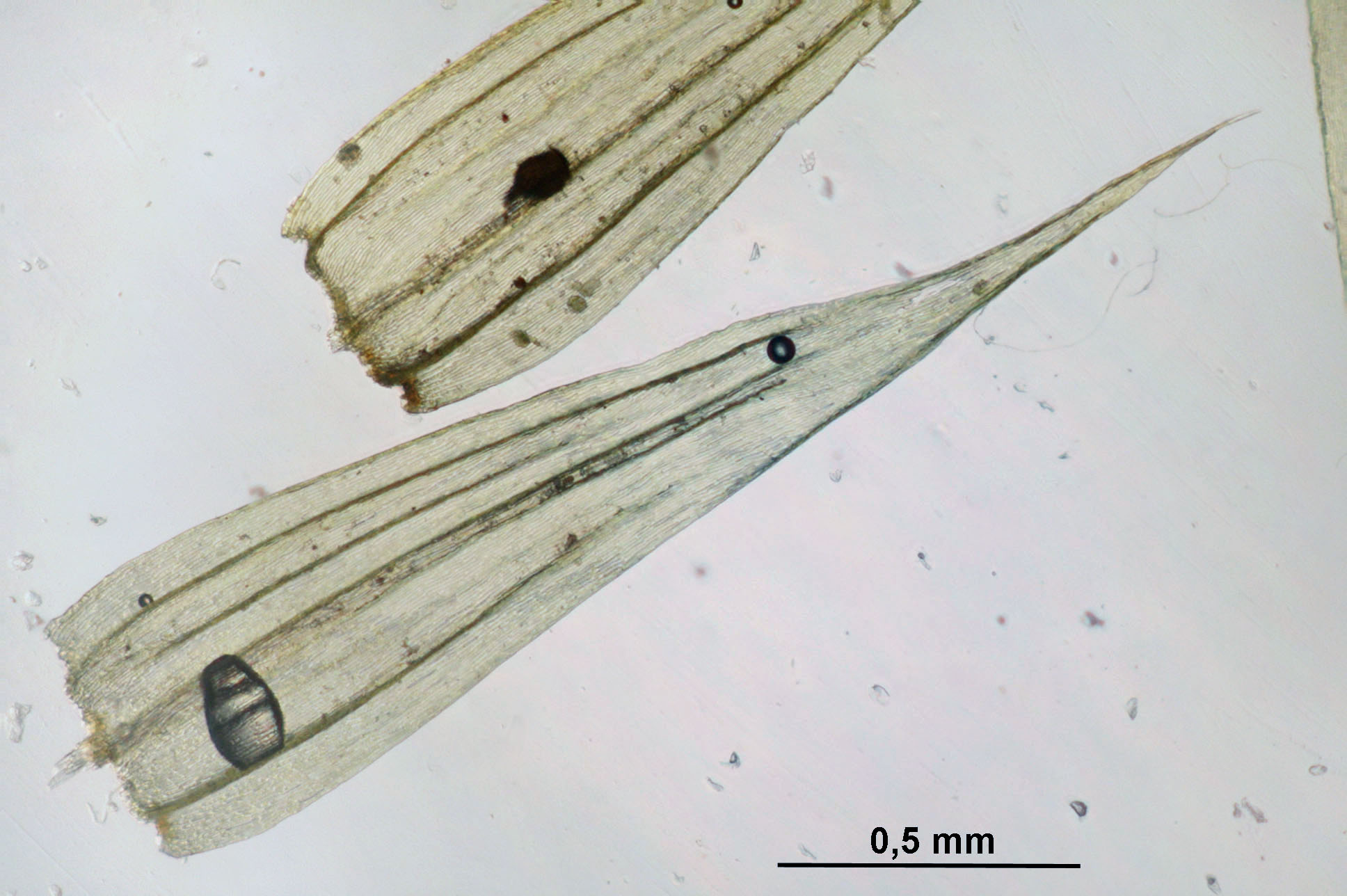